# شوینکندورف
شوینکندورف (به آلمانی: Schwinkendorf) یک منطقهٔ مسکونی در آلمان است که در مولتسوو واقع شده‌است. شوینکندورف ۵۲۸ نفر جمعیت دارد.